# Henry Duncan
Henry Duncan, född 8 oktober 1774, död 12 februari 1846, var en skotsk präst.
Duncan grundade 1810 i Ruthwell i sydvästra Skottland den första självständiga, för allmänheten avsedda brittiska sparbanken och verkade bland annat genom skriften An essay on the nature and advantages of parish banks (1816) för inrättandet av sparbanker även på andra orter.